# William Coxe

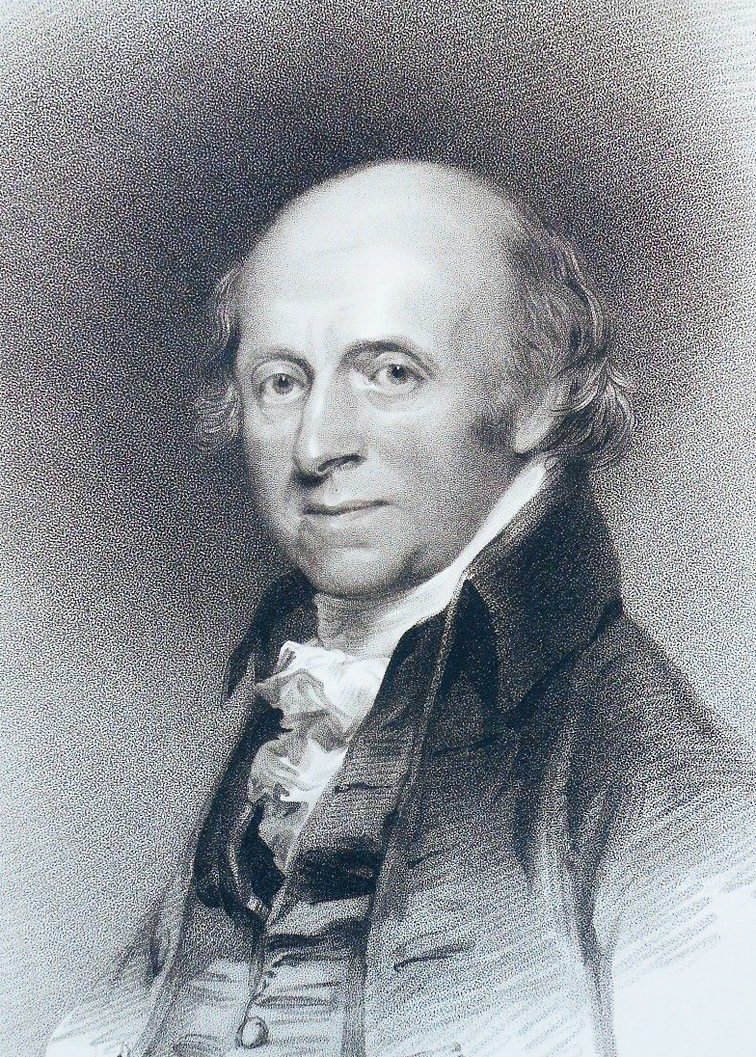
William Coxe

William Coxe (* 6. Märzjul. / 17. März 1748greg. in London; † 8. Juni 1828 in Bemerton, Wiltshire) war ein englischer Reiseschriftsteller und Historiker.

## Leben
William Coxe war der älteste Sohn des am königlichen Hof praktizierenden Arztes William Coxe († 1760) und seiner Gattin Martha, Tochter von Paul D’Aranda. Er besuchte zuerst von 1753 bis 1754 die Marylebone Grammar School und daraufhin von 1754 bis 1764 das Eton College. Ab 1765 setzte er seine Ausbildung am King’s College (Cambridge) fort, war von 1768 bis 1771 Fellow dieses Instituts und erlangte 1769 den Titel eines Bachelor of Arts sowie 1772 jenen eines Master of Arts. Im Dezember 1771 wurde er in London zum Diakon und im März 1772 zum Priester geweiht.
Bald darauf fungierte Coxe zwei Jahre lang als Lehrer des Marquess of Blandford, des ältesten Sohns des Herzogs von Marlborough. In der Folge begleitete er Lord Herbert, Sohn von Henry Herbert, 10. Earl of Pembroke, von 1775 bis 1779 auf einer Reise durch einen großen Teil Europas. Unter anderem besuchte er die Schweiz und anschließend Russland. Ein Ergebnis seiner Erkundungen waren Sketches of the natural, political  and civil state of Switzerland (London 1779; deutsch 3 Bde., Zürich 1781–1792), die nach einem zweiten Besuch des Landes in der Umarbeitung Travels in Switzerland and the country of the Grisons (3 Bde., London 1789) erschienen und in der 4. Auflage (1801) durch eine Geschichte der Revolution von 1798 vermehrt wurden. Als Führer des nachmaligen Parlamentsredners Samuel Whitbread trat er 1784 eine neue Reise durch Süd- und Nordeuropa an, bereiste 1786 abermals die Schweiz und Frankreich, 1794 Holland, Deutschland und Ungarn. Seine Beobachtungen legte er in Travels into Poland, Russia, Sweden and Denmark (3 Bde., London 1784–1790; 6. Aufl., 3 Bde., London 1803; deutsch von Pezzl, 3 Bde., Zürich 1785–1795) nieder.
Mittlerweile war Coxe 1786 zum Vikar von Kingston upon Thames und 1788 zum Pfarrer von Bemerton ernannt worden. An letzterem Ort wohnte er meist bis zu seinem Tod. Ferner hatte er von 1801–11 das Pfarramt von Stourton in Wiltshire sowie anschließend von 1811 bis zu seinem Tod jenes von Fovant in Wiltshire inne. Seit 1791 besaß er eine Pfründe von Salisbury. Im Mai 1804 ernannte ihn Bischof John Douglas von Salisbury zum Archidiakon in Wiltshire.
Coxe heiratete 1803 Eleonora, Tochter des englischen Generalkonsuls in Russland, William Shairp, sowie Witwe von Thomas Yeldham von der britischen Faktorei in Sankt Petersburg. In seinen letzten Lebensjahren erblindete er und starb am 8. Juni 1828 im Alter von 80 Jahren in Bemerton. Er wurde im Chor der Kirche Fugglestone St Peter in Wilton (Wiltshire) beigesetzt.

## Werk
Die von Coxe geschriebenen Reiseberichte und historischen Traktate bieten häufig nur eine chronologische Aufzählung der Ereignisse im Annalenstil. Wichtig sind aber seine sorgsamen und als Geschichtsquellen für das 18. Jahrhundert sehr wertvollen Editionen von persönlichen Notizen und Briefen zeitgenössischer Staatsmänner wie Sir Robert Walpole (Memoirs of Sir Robert Walpole, 3 Bde., London 1798; 2. Aufl., 2 Bde., London 1815), Lord Horatio Walpole (Memoirs of Horatio Lord Walpole, London 1802; vermehrte Aufl., 2 Bde., 1808) und Henry Pelham (Memoirs of the administration of Henry Pelham, postum hrsg. 2 Bde., London 1829).
Weitere von Cox veröffentlichte Werke sind u. a.:
- Account of the Russian discoveries between Asia and America, to which are added the conquest of Sibiria and the history of the transactions and commerce between Russia and China, London 1780 Digitalisat, Supplement 1787, 4. Aufl. 1804; deutsch Frankfurt 1784
- Account of the prisons and hospitals in Russia, Sweden and Denmark, London 1781
- Letter on secret tribunals of Westphalia, London 1796
- Historical tour in Monmouthshire, London 1801 (mit Platten nach Zeichnungen seines Begleiters R. C. Hoare)
- History of the house of Austria … from 1218 to 1792, 3 Bde., London. 1807 u. ö.; deutsch von Dippold und Wagner, 4 Bde., Leipzig 1810–17
- Memoirs of the kings of Spain of the house of Bourbon from 1700 to 1788, 3 Bde., London 1813
- Memoirs of John, Duke of Marlborough, 3 Bde., London 1817–19; neue Ausg. 1847; deutsch, 6 Bde., Wien 1820
- The private and original correspondence of Charles Talbot, Duke of Shrewsbury, with King William III, London 1821